# Rama II (roman)
Ne doit pas être confondu avec Rama II.
Rama II (titre original : Rama II) est un roman de science-fiction d'Arthur C. Clarke et de Gentry Lee paru en 1989 puis traduit en français en 1992.
Il constitue le deuxième roman de la tétralogie Rama, les deux romans suivants étant Les Jardins de Rama (1991) et Rama révélé (1993). Clarke les a coécrits avec Gentry Lee, qui a aussi écrit deux autres romans dans l'univers de Rama, Bright Messengers en 1996 et Double Full Moon Night en 2000.
Le roman évoque le retour, vers l'an 2200, de l'immense vaisseau de forme cylindrique qui avait déjà pénétré dans le système solaire soixante-dix ans auparavant et dont l'exploration avait été narrée dans Rendez-vous avec Rama. Lors de la première visite de Rama en 2130, le vaisseau était vide de toute créature pensante. Dans le présent roman, une nouvelle expédition scientifique est envoyée pour explorer à nouveau le vaisseau. À la suite de circonstances tragiques, trois astronautes restent « coincés » à bord du vaisseau quand il quitte le système solaire. Ces trois personnages sont Nicole Desjardins, Richard Wakefield et Michael O'Toole. Ils font la connaissance d'une autre espèce extraterrestres, les « Aviens » (d'aspect ptérodactyle). 

## Personnages
Se déroulant environ 70 ans après les événements de Rendez-vous avec Rama, Rama II met en scène de nouveaux personnages. L'équipe d'astronautes du vaisseau Newton est constituée (par ordre alphabétique du nom) de :
- Valeriy Borzov : général russe, commandant du vaisseau Newton
- David Brown : astronaute américain
- Nicole Desjardins : médecin franco-sénégalaise de l'expédition
- Otto Heilmann : amiral allemand
- Michael O’Toole : général américain
- Francesca Sabatini : journaliste italienne
- Janos Tabori : astronaute hongrois
- Shigeru Takagishi : savant japonais
- Irina Turgenyev : pilote russe
- Richard Wakefield : ingénieur électrotechnicien américain
- Reggie Wilson : journaliste américain
- Hiro Yamanaka : astronaute japonais

## Résumé
Entre 2130 et 2197, la Terre a connu une période de dépression économique longue et de grande ampleur appelée « Grand Chaos ». Lorsque commence le récit, la sociologie de la planète et le niveau technologique sont approximativement similaires à 2130.
En 2197, les télescopes terriens détectent l'arrivée aux confins du système solaire d'un vaisseau identique à celui visité en 2130. Un projet international est mis en œuvre afin de visiter à nouveau l'immense vaisseau.
Le vaisseau extraterrestre passe non loin de la Terre début 2200. Le vaisseau « Newton » est lancé avec un équipage international de 12 personnes.

## Autour du roman
Deux personnages vont être au centre de l'intrigue de ce roman et des deux suivants Les Jardins de Rama (1991) et Rama révélé (1993) : Nicole Desjardins et Richard Wakefield.
Âgée de 36 ans en 2200, Nicole Desjardins est une femme médecin métisse, née d'un père français et d'une mère ivoirienne d'origine sénoufo. Seize ans avant le récit, elle a participé aux jeux olympiques dans la catégorie athlétisme (course à pied) ; elle y a obtenu une médaille d'or. Peu de temps après, elle a eu une brève mais intense liaison sentimentale avec le prince de Galles, qui règne lors du récit sous le nom d'Henry XI. Elle a eu une fille avec cet homme, prénommée Geneviève.
Richard Wakefield est un brillant ingénieur. Diplômé des plus grandes universités américaines, il est un peu « ours », solitaire, timide et mal à l’aise avec les femmes. Il a déjà été marié mais sa femme l'avait quitté. Il éprouve une passion pour l'œuvre de Shakespeare. Il a créé des petits robots dotés d'intelligence artificielle, d'une vingtaine de centimètres, qui agissent et qui parlent comme certains personnages de Shakespeare (notamment Falstaff).

## Éditions
- Rama II, Victor Gollancz Ltd, novembre 1989, 377 pages  (ISBN 0-575-04545-0)
- Rama II, Bantam Spectra, décembre 1989, 420 pages  (ISBN 0-553-05714-6)
- Rama II, trad. Jean-Pierre Pugi, J'ai lu, coll. Science-fiction no 3204, mars 1992, 512 pages, couv. Christopher Foss  (ISBN 2-277-23204-1)
- Rama II, trad. Jean-Pierre Pugi, J'ai lu, coll. Science-fiction no 3204, mars 1993, 512 pages, couv. Christopher Foss  (ISBN 2-277-23204-1)
- Rama II, trad. Jean-Pierre Pugi, J'ai lu, coll. Science-fiction no 3204, novembre 1996, 512 pages  (ISBN 2-290-03204-2)
- Rama II, trad. Jean-Pierre Pugi, J'ai lu, coll. Science-fiction no 3204, mars 2000, 512 pages  (ISBN 2-290-03204-2)
- Rama II, trad. Jean-Pierre Pugi, J'ai lu, coll. Science-fiction no 3204, décembre 2004, 512 pages, couv. de Jean-Michel Ponzio  (ISBN 2-290-34612-8)
- Rama II, in volume : Rama, l'intégrale - 1, trad. Jean-Pierre Pugi, J'ai lu, coll. Semi-poche no 5075, octobre 2006, 736 pages, couv. Tomislav Tikulin  (ISBN 2-290-00037-X)
- Rama II, in volume : Rama, l'intégrale - 1, trad. Jean-Pierre Pugi, J'ai lu, coll. Semi-poche no 5075, juin 2008, 736 pages, couv. Tomislav Tikulin  (ISBN 978-2-290-00037-3)

Un livre audio a été publié le 22 mars 2018 par Audible Studio, lu par Pascal Casanova.